# 1986–1987-es kupagyőztesek Európa-kupája
A KEK 1986–1987-es szezonja volt a kupa 27. kiírása. A győztes az AFC Ajax lett, miután a döntőben 1–0-ra legyőzte a keletnémet 1. FC Lokomotive Leipzig együttesét.

## Első forduló
| 1. csapat           | Össz.                 | 2. csapat                | 1. mérk. | 2. mérk. |
| ------------------- | --------------------- | ------------------------ | -------- | -------- |
| AS Roma             | 2–2 (11-esekkel: 3–4) | Real Zaragoza            | 2–0      | 0–2      |
| Zurrieq FC          | 0–7                   | Wrexham AFC              | 0–3      | 0–4      |
| B 1903              | 1–2                   | Vitosa Szófia            | 1–0      | 0–2      |
| Vasas               | 4–5                   | FK Velež Mostar          | 2–2      | 2–3      |
| 17 Nëntori Tirana   | 3–1                   | FC Dinamo Bucureşti      | 1–0      | 2–1      |
| Malmö FF            | 7–2                   | Apóllon Lemeszú          | 6–0      | 1–2      |
| Bursaspor           | 0–7                   | AFC Ajax                 | 0–2      | 0–5      |
| Olimbiakósz         | 6–0                   | US Luxembourg            | 3–0      | 3–0      |
| SL Benfica          | 4–1                   | Lillestrøm SK            | 2–0      | 2–1      |
| Waterford United FC | 1–6                   | FC Girondins de Bordeaux | 1–2      | 0–4      |
| FC Haka             | 3–5                   | FK Torpedo Moszkva       | 2–2      | 1–3      |
| VfB Stuttgart       | 1–0                   | FC Spartak Trnava        | 1–0      | 0–0      |
| SK Rapid Wien       | 7–6                   | Club Brugge              | 4–3      | 3–3      |
| Glentoran FC        | 1–3                   | 1. FC Lokomotive Leipzig | 1–1      | 0–2      |
| Fram                | 0–4                   | GKS Katowice             | 0–3      | 0–1      |
| Aberdeen FC         | 2–4                   | FC Sion                  | 2–1      | 0–3      |

## Második forduló
| 1. csapat          | Össz.     | 2. csapat                | 1. mérk. | 2. mérk.   |
| ------------------ | --------- | ------------------------ | -------- | ---------- |
| Real Zaragoza      | 2–2 (ig.) | Wrexham AFC              | 0–0      | 2–2 (h.u.) |
| Vitosa Szófia      | 5–4       | FK Velež Mostar          | 2–0      | 3–4        |
| 17 Nëntori Tirana  | 0–3       | Malmö FF                 | 0–3      | 0–0        |
| AFC Ajax           | 5–1       | Olimbiakósz              | 4–0      | 1–1        |
| SL Benfica         | 1–2       | FC Girondins de Bordeaux | 1–1      | 0–1        |
| FK Torpedo Moszkva | 7–3       | VfB Stuttgart            | 2–0      | 5–3        |
| SK Rapid Wien      | 2–3       | 1. FC Lokomotive Leipzig | 1–1      | 1–2 (h.u.) |
| GKS Katowice       | 2–5       | FC Sion                  | 2–2      | 0–3        |

## Negyeddöntő
| 1. csapat                | Össz.     | 2. csapat         | 1. mérk. | 2. mérk. |
| ------------------------ | --------- | ----------------- | -------- | -------- |
| Real Zaragoza            | 4–0       | Vitosa Sofia      | 2–0      | 2–0      |
| Malmö FF                 | 2–3       | AFC Ajax          | 1–0      | 1–3      |
| FC Girondins de Bordeaux | 3–3 (ig.) | FC Torpedo Moscow | 1–0      | 2–3      |
| 1. FC Lokomotive Leipzig | 2–0       | FC Sion           | 2–0      | 0–0      |

## Elődöntő
| 1. csapat                | Össz.                 | 2. csapat                | 1. mérk. | 2. mérk.   |
| ------------------------ | --------------------- | ------------------------ | -------- | ---------- |
| Real Zaragoza            | 2–6                   | AFC Ajax                 | 2–3      | 0–3        |
| FC Girondins de Bordeaux | 1–1 (11-esekkel: 5–6) | 1. FC Lokomotive Leipzig | 0–1      | 1–0 (h.u.) |

## Döntő
| 1987. május 13. 21:15 |

| AFC Ajax       | 1–0   | Lokomotive Leipzig |
| -------------- | ----- | ------------------ |
| van Basten 21' | (1–0) |                    |

| Olimpiai Stadion, Athén Nézőszám: 35 107 Játékvezető: Luigi Agnolin (olasz) |

| Az 1986–1987-es kupagyőztesek Európa-kupája győztese |
| ---------------------------------------------------- |
| AFC Ajax 1. cím                                      |

## Lásd még
- 1986–1987-es bajnokcsapatok Európa-kupája
- 1986–1987-es UEFA-kupa